# Hadleigh Hamlet
Hadleigh Hamlet is een verdwenen gehucht in de plaats Boxford in het Engelse graafschap Suffolk. Het lag op enkele honderden meters ten zuidwesten van het gehucht Wicker Street Green en net als deze plaats nabij de grens tussen de civil parishes Boxford en Kersey. Deze plaatsen behoorden tot de traditionele hundreds (thans districten) van Babergh, respectievelijk Cosford. Daarom werd Hadleigh Hamlet soms tot de ene en soms tot de andere hundred gerekend. 
De plaats telde 134 inwoners in 1801 en 232 in 1841. In 1870-72 telde het gehucht nog 180 inwoners. Een gemeentelijke herindeling in 1934 verdeelde Hadleigh Hamlet tussen Boxford en Kersey.